# تپه گرگ حیدر (دیور)
تپه گرگ حیدر (دیور) مربوط به عصر مس و سنگ - عصر آهن - سده‌های اولیه دوران‌های تاریخی پس از اسلام است و در شهرستان نهاوند، بخش مرکزی، دهستان گاماسیاب، روستای گرگ حیدر واقع شده و این اثر در تاریخ ۲۶ اسفند ۱۳۸۷ با شمارهٔ ثبت ۲۶۱۴۲ به‌عنوان یکی از آثار ملی ایران به ثبت رسیده است.